# Попівська волость (Бердянський повіт)
Попівська волость — історична адміністративно-територіальна одиниця Бердянського повіту Таврійської губернії.
Станом на 1886 рік складалася з 6 поселень, 2 сільських громад. Населення — 6467 осіб (3263 чоловічої статі та 3204 — жіночої), 991 дворове господарство.
Станом на 1923 рік Салтичинська (Салтичійська) волость.
|                     | Площа, десятин | У тому числі орної, дес. |
| ------------------- | -------------- | ------------------------ |
| Сільських громад    | 19790          | 14747                    |
| Приватної власності | —              | —                        |
| Казенної власності  | —              | —                        |
| Іншої власності     | 160            | 148                      |
| Загалом             | 27843          | 15505                    |

Основні поселення волості:
- Попівка (Антонівка) — колишнє державне село при річці Берда за 50 верст від повітового міста, 5088 осіб, 771 двір, православна церква, єврейська синагога, поштова станція, 5 лавок, горілчаний склад, 2 ярмарки на рік, базари.
- Обіточне — колишнє державне село при річці Обіточна, 923 особи, 142 дворів.
- Салтичія — колишнє державне село при річці Салтич, 790 особи, 122 двори, православна церква, школа, 2 лавки.